# NGC 3112
NGC 3112 ist eine Spiralgalaxie vom Hubble-Typ Sbc im Sternbild Hydra südlich der Himmelsäquators. Sie ist schätzungsweise 169 Millionen Lichtjahre von der Milchstraße entfernt und hat einen Durchmesser von etwa 50.000 Lj.
Das Objekt wurde im Jahr 1886 von Ormond Stone entdeckt.